# راي بويد (منافس ألعاب قوى)
راي بويد (بالإنجليزية: Ray Boyd)‏ هو منافس ألعاب قوى أسترالي، ولد في 28 يونيو 1951.

## وصلات خارجية
- راي بويد على موقع الاتحاد الدولي لألعاب القوى (الإنجليزية)
- راي بويد على موقع النتائج التاريخية لألعاب القوى الأسترالية (الإنجليزية)
- راي بويد على موقع أوليمبيديا (الإنجليزية)
- راي بويد على موقع اللجنة الأولمبية الأسترالية (الإنجليزية)